# 王璐瑶
王璐瑶（1970年1月11日—），原名王路遥，祖籍安徽，中国大陆女艺人。她9岁入行，18岁于广州军区歌舞团转业。1991年于台视版《雪山飞狐》中饰演苗若兰。她出演的其它影视作品包括《凤阳人士》、《乱世三美人》、《死刑与婚礼》、《三国演义》（饰 糜夫人）、《俄罗斯姑娘在哈尔滨》、《中方雇员》、《漂亮女人日记》、《心网》、《海马歌舞厅》 、《宰相刘罗锅》、《梁红玉》、《反贪风暴》、《留美房客》、《千秋家国梦》、《霹雳菩萨》、《大唐歌飞》（饰 杨贵妃）、《厨子当官》、《天龙八部》（饰 王夫人）、《碧血剑》、《大龙脉》等。她发行的音乐专辑包括《爱我别走》、《顽皮少女》、《璐瑶专辑》、《天涯同命鸟》、《乱世三美人·相思豆》、《王璐瑶歌曲选》、《新韩金曲》、《善待自己善待你》。曾经常年与朱时茂共同主持《中国影视动态》栏目。